# Geophilus dentatus
Geophilus dentatus är en mångfotingart som först beskrevs av Yoshioki Takakuwa 1936.  Geophilus dentatus ingår i släktet Geophilus och familjen storjordkrypare. Inga underarter finns listade i Catalogue of Life.